# Bonneville (film)
Bonneville – amerykański dramat z 2006 roku w reżyserii Christophera N. Rowleya.

## Opis fabuły
Kiedy życie, które dobrze znała, wywraca się do góry nogami, Arvilla Holden porywa swoje dwie najlepsze przyjaciółki w podróż swojego życia zabytkowym Pontiakem Boneville. Przemierzając kraj, mijając niezwykłe widoki, stawiając czoło niezwykłym sytuacjom, każda z tych kobiet przechodzi osobistą przemianę. To nie tylko podróż w głąb Ameryki, to przede wszystkim podróż w głąb samego siebie.

## Obsada
- Joan Allen – Carol
- Kathy Bates – Margene
- Jessica Lange – Arvilla
- Christine Baranski – Francine
- Tom Skerritt –  Emmett
- Tom Wopat – Arlo